# Wing Chun
A Wing Tsun (kantoni: Wing Tsun; mandarin: Yong Chun; magyarul: Örök Tavasz, Gyönyörű Tavasz) kungfu egy kínai eredetű, modern harcművészeti stílus. A Wing Tsun Kuen jelentése: Wing Tsun Ökle vagy Jung Csun Ökle.

## A Wing Chun írásmódja
Hivatalos nemzetközi írásmódja: Wing Chun. A legtöbb szervezet a világon a „népszerű angol” átírást használja. A Leung Ting-féle Wing Tsun szervezet saját védjegyeként változtatta meg a chun szó írását tsun-ra, hogy az iskolát a többi csoporttól megkülönböztesse. Ennek hatására azóta több iskola is az írásmód megváltoztatásával igyekszik önmagát megkülönböztetni a többi szervezettől, ezáltal változatos, bár több esetben súlyosan hibás (pl Wihng Cheun) módot alkottak meg az általuk használt kínai szavak leírására.
Megjegyzés: a pinjin-átírás magyarázatát lásd a pinjin szócikknél.
A Wing Chun egyéb írásmódjai:
- 詠春 (hagyományos kínai)
- Eternal Spring Boxing, Wing Chun (angol)
- Yung Ch'un Ch'uan (Wade-Giles)
- Yongchunquan (pinyin)
- Wing Chun Kuen
- Wing Tsun Kuen

| Népszerű angol (kantoniból) | Egyszerűsített kínai | Hagyományos kínai | Kantoni | Mandarin (Pinjin átírás) | Megközelítő kiejtés (magyar) | Jelentés (magyarul) |
| --------------------------- | -------------------- | ----------------- | ------- | ------------------------ | ---------------------------- | ------------------- |
| Wing                        | 咏                   | 詠                | Wing2   | Yǒng                     | ving                         | örök, gyönyörű      |
| Chun                        | 春                   | 春                | Cheun1  | Chūn                     | csun                         | tavasz, fiatalság   |
| Kuen                        | 拳                   | (ugyanaz)         | Kyun4   | Quán                     | csuan                        | ököl, box           |

## Története, legendái
Csakúgy, mint sok más híres harcművészet, a Wing Chun kialakítása is a Qing-dinasztia ellen harcoló, lázadó kínai hazafiak nevéhez fűződik, akik a harcművészeti formák megteremtésével, gyakorlásával és továbbörökítésével az elnyomók ellen, a túlélésért harcoltak[forrás?]. Ezeket a forradalmárokat a kínai nép hősöknek tekinti, nevükhöz számtalan csodás történet kötődik, melyek valóságtartalmát azonban ma már nagyon nehéz leellenőrizni.

### A Shaolin Kolostor és a kezdetek
A Wing Chun legendája a Siu Lam (Shaolin) Kolostorban kezdődött a Qing dinasztia idején[forrás?]. A templom nemcsak szerzetesek szent helye, de az uralmon lévő Qingek ellen harcoló, és a katonák elől bujkáló lázadó forradalmárok búvóhelye is volt egyben[forrás?]. A lázadó tevékenység felszámolása során a császári csapatok a templomot is elfoglalták, porig égették, a szerzeteseket pedig kivégezték. A mészárlás elől öt papnak sikerült megmenekülnie. Név szerint Jee Shim (a templom apátja), Fung Dao-duk, Miu Hin, Bak Mei (taoista szerzetes), és Ng Mui (apáca)[forrás?].
Ng Mui vándorlásai során egy időre, Szecsuan és Yunnan tartomány határán lévő, a Daliang hegység lábánál fekvő Fehér Daru taoista templomban keresett menedéket. A legenda szerint itt történt, hogy szemtanújává vált egy daru és egy kígyó közötti küzdelemnek. A látottak inspiráló hatására egy új – ekkor még névtelen – harci rendszer alapjait fektette le[forrás?].
A Wing Chun stílus alapítója, Yim Wing-chun, guangdongi őslakosként látta meg a napvilágot Kínában. Egy intelligens, atletikus, egyenes jellemű és nyílt természetű, fiatal lány volt. Édesanyja nem sokkal az után meghalt, hogy eljegyezték őt Leung Bok-cho-val, egy Fujiani sókereskedővel. Apját Yim Yee-t, igazságtalanul megvádolták egy bűnténnyel, aki nem vállalta az esetleges börtönbüntetést és elmenekült, végül a Daliang Hegy lábánál telepedett le közel a Yunnan és Sichuan tartományok közötti határához. Azért, hogy megéljenek nyitott egy tofu boltot.
Ng Mui menedékre lelt a Fehér Daru templomban Dalingshanban. Hazafelé vezető útjai során gyakran vásárolt tofut a piacon és itt találkozott Yim Yee-vel és lányával Yim Wing-chun-nal. Wing Chun már eladósorban volt és a szépsége felkeltette egy erőszakos természetű helyi fickó figyelmét. Megpróbálta erővel feleségül venni a lányt, és a folyamatos fenyegetések miatt komoly aggodalmat jelentett Yim Wing-chun-nak és az apjának. Ng Mui tanúja volt ennek és megsajnálta a lányt. Ő beleegyezett, hogy tanítja Wing-chunt, hogy meg tudja védeni magát. Wing-chun követte Ng Mui-t a hegyekbe és elkezdett küzdelmi technikákat tanulni. Éjt, nappalt áttanult, hogy a technikák mestere legyen. Ezután kihívta a fickót és kiütötte őt.
Ng Mui később körbeutazta a vidéket, de mielőtt elment azt mondta Wing-chun-nak, hogy legyen hű a harcművészeti tradíciókhoz, fejlessze a harci képességét miután megházasodik, és segítse az emberek munkáját a mandzsu kormánnyal szemben, hogy visszaállíthassák a Ming dinasztiát. Yim Wing-chun később hozzáment udvarlójához, Leung Bok-chao-hoz. Az apáca művészetét megtanította férjének, aki a stílust felesége tiszteletére Wing Chun Kuen-nek – Gyönyörű Tavasz Öklének nevezte el.

### A Vörös Bárka legendája
A hagyomány úgy tartja, felesége halála után – annak kívánságára – Leung Bok-chao útra kelt, hogy továbbadja tudását. Vándorlásai során találkozott egy fiatal orvossal – Leung Lan-kwai-val, akit tanítványául fogadott. Leung Lan-kwai mutatta be Leung Bok-kchao-nak a Hung Suen Hei Ban – a Vörös Bárka Operatársulat tagjait, akik valójában Ching ellenes lázadók voltak, és különböző szabotázs akciókkal harcoltak a Manchu elnyomók ellen. Ugyan ezen a bárkán szakácsnak álcázva dolgozott Jee Shim, aki a Shaolin kolostorból menekült. Jee Shim a Hat és Fél pontos bot technikákat megtanította Leung Yee-tai-nak. Wong Wah-bo közeli kapcsolatban állt Leung Yee Tai-jal, megosztották egymással harcművészeti tudásukat. Így történt az, hogy a Hat és Fél Pontos Bot technikák belekerültek a Wing Chun stílusba.

### Foshan – a Wing Chun bölcsője
Leung Jee-tai átadta tudását Dr. Leung Jan-nak, aki egy jól ismert orvos volt Foshanban. Dr. Leung Jan elsajátította a Wing Chun legbelső titkait is, és a legmagasabb szintű szakértőjévé vált. Számtalan kihívásos mérkőzés győzteseként nagyhírű kung fu mesterré vált, győzelmeiről jó néhány történet terjedt el Kína szerte. Munkája mellett a Wing Chun tanításának szentelte életét. A Fa Jee utcában nyitotta meg iskoláját, amit mindenki csak Jan Sang Tong – Jan Úr Terme – néven ismert. Éveken át tanított és öregbítette a Wing Chun hírnevét Foshanban. Tanítványa volt többek között Wong Wah-sum, Leung Bak-cheung, Yik Ying, Lai Yeung-yin, Tse Biu, és Chan Wah-sun. Leung Jan 73 éves korában visszavonult, és hazaköltözött szülőfalujába Gu Lao-ba. Azonban a tanítást ott is folytatta egészen 76 éves korában bekövetkezett haláláig.
Leung Jan számos tanítványa közül kiemelkedő képességű volt Chan Wah-shun, aki továbbvitte mestere iskoláját annak visszavonulása után. Mesteréhez hasonlóan számos győzelemmel növelte stílusa hírnevét Foshan-ban. Chan Wah-shun tanítványa volt Ng Siu-lo, Ng Jung-so, Lui Yiu-chai, Lai Hip-chi, Chan Yiu-min, Yip Man és mások.

### Yip Man Nagymester munkássága
Chan Wah-shun utolsó tanítványa Yip Man nagymester 1893-ban született Foshan-ban, és 13 éves korában kezdte meg tanulmányait Chan Wah-shun irányítása alatt. Az akkor már idős Chan Wah-shun hamarosan meghalt, és az ifjú Yip Man oktatását legképzettebb tanítványára, Ng Jung-so-ra hagyta. Az 1910-es években Yip Man tanulmányait Hongkongban folytatta, ahol találkozott Leung Jan idősebb fiával Leung Bik-kel aki tovább csiszolta Yip Man Wing Chun tudását, mielőtt visszatért volna Foshan-ba. Yip Man éveken át nem tanított, csak néhány nagyon közeli barátjával gyakorolta a Wing Chun-t. A japán megszállás alatt azonban a helyzet megváltozott. Yip elvesztette vagyona nagy részét és, hogy egy ismerőse – Chow Chen-chung – szívességét viszonozza, néhány tanítványt fogadott. 1941-ben a közeli Yongan faluban, oktatni kezdte Chow Chen-chung fiát, Chow Kwong-yiu, és annak néhány barátját. Mára e tanítványok többsége már nem él, de Kwok Fu és Lun Gai a mai napig tanít Foshan-ban.
Mao Ce-tung kommunista pártjának hatalomra kerülése után Yip Man minden vagyonát elveszítette, és 1949-ben kénytelen volt Hongkongba menekülni.
1949 végén jó barátja Lee Man – aki az Éttermi Dolgozók Egyesületének titkárhelyettese volt – bemutatta Yip Man-t az egyesület tagjainak. A tagság kérésére Yip Man bemutatót tartott és ismertette a Wing Chun alapelveit. A látottak a jelenlévők tetszését váltotta ki és felkérték Yip Man-t, oktassa stílusát az egyesület tagjainak. 1950 májusában indult az első csoport 16 fővel. Tagjai voltak. Leung Sheung – az egyesület korábbi kung fu oktatója -, Lok Yiu, Lau Ming, Tsui Cho, Tsang Wing és mások. Néhány hónappal később újabb osztály indult 30 fővel, majd hamarosan egy harmadik, több mint 40 tanulóval. A korai évek a Wing Chun hongkongi stabilizációját szolgálták. Yip Man tanítványai – elsősorban Wong Shun-leung, Cheung Cheuk-hing (William Cheung), Lee Siu-lung (Bruce Lee), és Cheung Hok-kin (Hawkins Cheung) számtalan kihívásos mérkőzés győzteseiként alapozták meg a stílus hírnevét.
1961-től Yip Man nagymester tanítványai (mesterük biztatására) sorra iskolákat nyitottak és terjeszteni kezdték a Wing Chun-t világszerte. Ugyancsak a nagymester biztatására, tanítványai megalakították a Hong Kong Ving Tsun Athletic Association-t. 1964-ben Yip nagymester visszavonult az oktatástól. Iskoláit és a Wing Chun terjesztésének feladatát tanítványaira hagyta, ettől kezdve csak magán úton oktatott – Ho Kam-ming segítségével. Megérte, hogy a Wing Chun világszerte ismertté válik és tanulók ezrei gyakorolják. 1972-ben halt meg rákban.

## A tradicionális Wing Chun kungfu (TWCK) története és fejlődése napjainkig
Mivel Yip Man nagymester soha nem jelölt ki utódot, mesterszintű tanítványai mesterük halála után egymással párhuzamosan – önálló szervezeteket, iskolákat alakítva – tanítják tovább a stílust világszerte.

### Cheung Cheuk-hing (William Cheung) Nagymester munkássága
Cheung Cheuk-hing (William Cheung) 1940-ben született Hongkongban. 1951 elején lépett be Yip Man nagymester iskolájába. '53-tól minden idejét a Wing Chun tanulásának szentelte.
Napjait Yip nagymesterrel töltötte, tanult és asszisztált a nagymesternek a különböző osztályok oktatásában. '55-'59 között számtalan kihívásos mérkőzést nyert, egyike annak a négy Wing Chun harcosnak (Wong Shun-leung, William Cheung, Bruce Lee, Hawkins Cheung) aki megalapozta a Wing Chun stílus hírnevét Hongkongban. '57-'58'-ban Hongkong pusztakezes bajnoka. 1959-ben Ausztráliába költözik, ahol főiskolai, majd egyetemi tanulmányait végzi. 1964-ben megnyitja első Wing Chun iskoláját a canberrai Ausztrál Nemzeti Egyetemen. 1974-ben megalakítja Wing Chun Akadémiáját Melbourne-ben, majd minden idejét a Wing Chun tanulmányozásának és oktatásának szenteli. Ugyanez év végén megválasztják az Ausztrál Kung Fu Szövetség elnökének, mely posztot azóta is betölt 1978-1980 között az Egyesült Államok Haditengerészetének Yokosukai Támaszpontján közelharc kiképzőként oktatja a tengerészgyalogosokat, valamint egységes közelharci kiképzési programot dolgoz ki a haditengerészet részére.
Ez idő tájt tanítványai sorra kezdik megnyitni saját iskoláikat a világ különböző pontjain. Szükségessé válik egy szervezet megalakítása, ami irányítja a különböző iskolák tevékenységét. 1981-ben megalakul a World Wing Chun Kung Fu Association melynek székhelye Melbourne, elnöke pedig Cheung nagymester. 1982-ben a WWCKFA csapatának versenyzői megnyerik a hongkongi Kung Fu Világbajnokság full-contact versenyét nehéz- és középsúlyú kategóriában. 1983-ban Cheung nagymester ütéssebességi rekordot állít fel a bostoni Harvard Egyetemen. Rendszeresen jelennek meg cikkei a Black Belt, az Inside Kung Fu, az Inside Karate, a Dojo, a Blitz, és a New Martial Hero című magazinokban. Több mint 30 harcművészeti magazin címlapján szerepel. Az Ohara Könyvkiadó Vállalat az alábbi könyveit publikálja: How To Develop Chi Power, Advanced Wing Chun, Wing Chun Bil Jee, Kung Fu Dragon Pole, Kung Fu Butterfly Swords, Wing Chun Kung Fu / Jeet Kune Do: A comparison Vol. 1-2 (Ted Wonggal közösen); és a My Life with Wing Chun. Ugyancsak 1983-ban elnyeri a Black Belt Magazin „Az Év Harcművésze” címét, 1989-ben az Inside Kung Fu Magazin „Az Év Harcművészeti Oktatója” címét, 1998-ban pedig életmű díjat kap az Australian Blitz magazintól, a harcművészetek oktatásában és népszerűsítésében kifejtett tevékenységéért.
2000 januárjában a China Guangzhou Medical University and Hospital Research Institute professzori címet adományozott Cheung nagymesternek a hagyományos kínai gyógyászat és meridián terápia területén kifejtett kutatómunkájáért.
A Tradicionális Wing Chun Kung Fu (TWCKF) oktatása mellett az alábbi programokat dolgozta ki az elmúlt 30 év során:
• Pro-Tekt, általános önvédelmi program
• Cheung’s Defensive Tactics (CDT), fegyveres erők kiképző programja
• Cheung’s Meridian Therapy (CMT) akupresszúrás kínai gyógyászat, melynek kidolgozásáért Cheung nagymester professzori címet kapott
A CDT programot az amerikai Tengerészgyalogság, az FBI és több Rendőr Akadémia kiképzés rendszerébe felvették. A CMT rendszerét az Egyesült Államok és Európa számos kórházában alkalmazzák gyógyításra. Pennsylvaniában Professzor Cheung személyes irányításával működik a Cheung's Meridian Therapy Clinics, ahol a CMT segítségével kezelik a betegeket. 2002 elején kezdődik meg a Yale egyetemen a CMT oktatása, ahol orvosokat és terapeutákat oktatnak a CMT-re. Mindemellett Cheung nagymester továbbra is irányítja a szervezet munkáját, tanít, és vizsgáztat szerte a világban. A World Wing Chun Kung Fu Association mára szinte az egész földet behálózta.
1986-ban William Cheung nagymestert kihívta egy full kontakt mérkőzésre az akkor húszas éveiben járó Emin Boztepe, a Leung Ting Wing Tsun rendszer gyakorlója. A fiatal, kezdő kungfus megrázó fölénnyel győzte le a sokat tapasztalt kungfu-nagymestert, aki minaddig hivatalosan nem talált legyőzőre.

### A Tradicionális Wing Chun elterjedése Magyarországon
A Tradicionális Wing Chun Kung Fu magyarországi meghonosítása Sifu Juhász Zoltán a Tradicionális Wing Chun Kung Fu magyarországi stílusvezető mesterének nevéhez fűződik. 1981-ben kezdett foglalkozni a harcművészetekkel. 1982-től a Szolnoki Lakóterületi Tömegsport Egyesület Kung Fu szakosztályának tagja. Mestere – Koronczy László – vezetésével ismerkedik meg a Wing Chun alapjaival. 1988-ban – mestere visszavonulása után – átveszi a szakosztály irányítását.
1988-1990 között az IWTMAA magyarországi tagozatának tagja.
1990 márciusában felveszi a kapcsolatot Branimir Segvic mesterrel, a World Wing Chun Kung Fu Association európai igazgatójával, és meghívást kap a szervezet soron következő európai taggyűlésére. A meghívásnak örömmel eleget tesz, és abban a szerencsében lehet része, hogy hét napon át – napi hat órán keresztül – tanulhatja a Tradicionális Wing Chun-t William Cheung nagymestertől. Juhász Zoltánt a World Wing Chun Kung Fu Association és annak európai tagszervezete a Traditional Wing Chun Kung Fu Federation is a tagjai közé fogadja. Branimir Segvic mester – az utóbbi szervezet igazgatója – elfogadja magántanítványnak. Ugyanebben az évben megalakul a Magyarországi Wing Chun Harcművészeti Egyesület, melynek vezetője Juhász Zoltán lesz. Az év során számos Wing Chun mesterrel találkozik (török, görög, dán, lengyel, francia, olasz, jugoszláv) akik segítségével tovább bővíti Wing Chun tudását.
1992-ben a World Wing Chun Kung Fu Association, és a Traditional Wing Chun Kung Fu Federation is kinevezi magyarországi képviselőjévé. A Wing Chun mellett a Tai Chi Chuan és Hung Gar stílusokat is tanulmányozni kezdi.
1996 januárjában Kanadába költözik, ahol William Cheung Nagymester útmutatása alapján tovább mélyíti Wing Chun tudását. Még ebben az évben Cheung nagymester előtt vizsgát tesz, és megkapja a Tradicionális Wing Chun Kung Fu 10. mester fokozatát. A Wing Chun tanulása és gyakorlása mellett más stílusokat – Tai Chi Chuan, Hung Gar, Jeet Kune Do, Ju Jitsu, Escrima – is tanulmányoz. (Többek között Dan Inosanto mestertől – Bruce Lee tanítványa, edzőtársa, iskolájának későbbi vezetője – is tanul.) Számos észak-amerikai kung fu iskolát és mestert látogat meg, hogy kung fu ismereteit tovább bővítse. Szemináriumokat tart a World Wing Chun Kung Fu Association torontói akadémiáján.
1997-ben tagja lesz az OTSH Magyar Kung Fu Szövetségének. A Szövetségen belül, a Tradicionális Wing Chun képviselője.
Távolléte alatt is folyamatosan nyomon követi, irányítja és ellenőrzi a Magyarországi Wing Chun Harcművészeti Egyesület munkáját, a tanulók fejlődését. Évente több hónapot tölt Magyarországon, tanítja az egyesület instruktorait, tanulóit. Edzőtáborokat, szemináriumokat, továbbképzéseket és bemutatókat tart, ellenőrzi a tanulók felkészültségét. Ezzel párhuzamosan tanít a Wing Chun Kung Fu Világszövetség Kanadai Akadémiáján, és alternatív testnevelésként Wing Chun-t oktat a Prince Edward Collegiate Institute-ban, Kanadában. 2000 májusában újabb vizsgát tesz William Cheung nagymester előtt Torontóban, és a mester szint 1. fokozatát nyeri el.

## A TWCK oktatási szintjei
A Tradicionális Wing Chun Kung fu fokozat rendszere 10 szintet ölel fel.

### Tanulói szintek
1-2. szint. Kezdő szint, min. 3/3 hónap gyakorlás
3-4. szint. Középhaladó szint, min. 4/4 hónap gyakorlás
5-6. szint. Haladó szint, min. 10/10 hónap gyakorlás
7. szint Segédoktatói szint, min. 12 hónap gyakorlás
8-9. szint Oktatói szint, min. 12/12 hónap gyakorlás
10. szint Mester szint
A mester szintnek is több fokozata van. Ezekkel a szintekkel automatikusan együtt jár a Sifu megszólítás is.

### Mester fokozatok a TWCK-ban
10. szint – 0. fokozat: a pusztakéz mestere
10. szint – 1. fokozat: a kardforma és a fegyver teóriájának mestere
10. szint – 2. fokozat: a kard 8 vágásának mestere
10. szint – 3. fokozat: a botforma és a fegyver teóriájának mestere
10. szint – 4. fokozat: a 6 és fél pontos bot mestere
10. szint – 5. fokozat: a gyógyítás és a Dim Mak mestere

### Övrendszer
Tanuló szinteken a gyakorlók fekete selyemövet viselnek, annyi aranycsíkkal, ahány sikeres vizsgát tettek le. Pusztakezes mester szinten a fekete övet az arany öv váltja fel, majd a magasabb mesterfokozatokat piros selyemövre varrt – a mesterszintnek megfelelő – aranycsíkok jelzik.

### A tanulószinteken meghatározott technikai követelmények

#### 1. szint
Siu Nim Tao 1. szekció;
Lépés előre, oldalra, hátra, körzőlépés előre;
Tan Sao, Pak Sao, Pan Sao, Chui;
Fejre történő egyenes, köríves ütés, kézhátcsapás hárítása;
Chi Dan Sao (Tan Sao);
4 kontaktus pozíció;
Cross külső: támadás /pak s;
Védekezés egykezes megragadás ellen;

#### 2. szint
Siu Nim Tao 2. szekció;
Körző lépés hátra, álláscsere;
Egyenes rúgás (megállító, toló, csapódó, térd);
Kan Sao, Jum Sao, Jut Sao, Bil Sao, Gum Sao, Fut Sao;
Fejre történő ütések hárítása. Testre történő egyenes, köríves és felütés hárítása;
Testre történő egyenes rúgás hárítása;
Chi Dan Sao (Jut Sao);
Cross külső:	védekezés –> Pak Sao (fej, test);
	támadás Lop Sao;
Cross belső: támadás;
Paralel külső:	támadás;
Paralel belső:	támadás;
Védekezés kétkezes megragadás ellen;

#### 3. szint
Siu Nim Tao;
Lépés kombinációk;
Oldalsó rúgás;
Bon Sao, Tuet Sao, tenyér technikák;
Ütés/rúgás kombinációk hárítása;
Chi Dan Sao (reflex gyakorlatok);
Kontaktus felvétel (+ támadás – hárítás – ellentámadás);
Cross k; Cross b; Paralel k; Paralel b: támadás – hárítás – ellentámadás);
Fut sao forma;
Distancing;
Karcsavarások, feszítések, törések;
Védekezés fojtások, csuklómegragadások ellen;

#### 4. szint
Siu Nim Tao (haladó);
Lépés haladó kombinációkban;
Köríves rúgás (kis; nagy);
SNT minden technikája. Lop Sao;
Chi Dan Sao szabadon;
Dobások, söprések;
Lop Sao forma, lépéssel, fordulással;
Kontaktus felvétel ugrással (Entry);
Védekezés átkarolások ellen;

#### 5. szint
Chum Kiu 1. szekció;
Fababa 1-2. szekció;
Lerövidült küzdőtávolság (könyök, alkar, térd, váll, fej alkalmazása);
Kontaktus felvétel + támadás – hárítás – ellentámadás / továbbtámadás;
Kontaktus felvétel ugrással. (Entry) – distancing;
Üldöző lépés;
Rúgások haladásban, csavartrúgás;
Lábblokkok;
Csavarások, feszítések, dobások alkalmazása;
Lop Sao forma. Támadás kéztechnikákkal;
Egykezes Chi Sao szabadon;
Kétkezes Chi Sao: forgatás, váltás, 8 alapmozdulat, támadás ts / fs –ból;
Védekezés nyakfogás ellen;

#### 6. szint
Chum Kiu 2. szekció;
Fababa 3-4. szekció;
Rúgás kombinációk;
Hátrálás, menekülés (Hau Bo);
360°-os „forgó” ütések elleni védekezések;
Kontaktus felvétel ugrással (Entry, cross) – tovább támadás;
Lop Sao – támadások + befejezéssel. Hárítások, ellentámadások kéztechnikákkal;
Egykezes Chi Sao szabadon (bekötött szemmel);
Kétkezes Chi Sao támadások kéztechnikákkal (kapuk nyitása);
Védekezés boxoló támadás ellen;

#### 7. szint
Chum Kiu;
Fababa 5-7. szekció;
Támadások, továbbtámadások, rúgás kombinációk alkalmazása ellentámadásként;
Kontaktus felvétel ugrással (Entry, cross/ paralel) – támadás – hárítás ellentámadás;
Lop Sao – támadások + befejezéssel rúgás kombinációk alkalmazásával;
Lop Sao – támadások –hárítás, befejezés Chi Na technikákkal;
Kétkezes Chi Sao támadások – hárítás, ellentámadás;
Védekezés birkózó támadás ellen;

#### 8. szint
Bil Jee (1. szekció);
Fabábu 8-9. szekció;
Belharc technikák (Kao Geng Sao, Kwun Sao, lefogó könyök);
Lop Sao – Kao Geng Sao – támadások (könyök távolság);
Lop Sao – támadás rúgással – hárítás ellentámadás;
Lop Sao – ellentámadás (rúgások, dobások, söprések);
Kontaktus felvétel ugrással (Entry) – támadás – hárítás – továbbtámadás;
Kétkezes Chi Sao támadások kéztechnikákkal (könyök távolság, Chin Na);
Védekezés hátrányos pozícióból (oldalról, hátulról, ülő pozícióban, háton fekvő pozícióban);

#### 9. szint
Bil Jee (2-5. szekció);
Fababa 10. szekció;
Lefedő könyök + Bil Sao alkalmazása;
Lop Sao – Kao Geng Sao – támadások – hárítás, ellentámadás;
Kontaktus felvétel ugrással (Entry) – támadás (bárki támadhat) – hárítás – továbbtámadás;
Kétkezes Chi Sao támadások (dobások);
Védekezés rövid bottal történő támadás ellen: csapás hét szögből, döfés;

#### 10. szint (pusztakezes mester szint)
Bil Jee;
Fabábu;
Bil Jee alkalmazások;
Kontaktushelyzetből történő támadás, védekezés szabadon;
Lop Sao – támadás, védekezés szabadon;
Kontaktus felvétel ugrással (Entry) támadás védekezés szabadon;
Kétkezes Chi Sao támadások (rúgások);
Védekezés késsel történő támadás ellen:	vágás hét szögből, döfés 10 irányból;
Védekezés hosszú bottal történő támadás ellen: döfés, egykezes csapások, kétkezes csapások;

## A Wing Chun jellemzői
A stílus egyik legszembetűnőbb jellemzője, hogy nem tartalmaz határozottan köríves mozdulatokat. A Wing Chun gyakorlója rövid, egyenes vonalú, gyors („két pont között a legrövidebb út az egyenes”) mozdulatokkal hárítja el az ellenfele támadásait, miközben egyidejűleg egy ellentámadást is indít felé („egyidejűség”). 

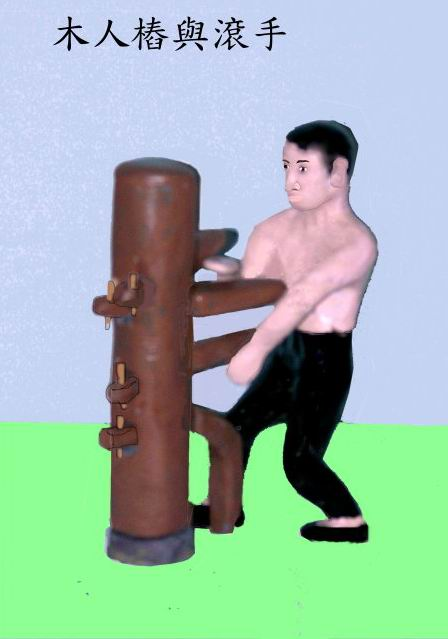
Ehhez hasonló állványokkal történik a gyakorlás egy része

- A gyakorlás nem igényel különösebb hajlékonyságot, mivel kerüli a magas rúgásokat; továbbá nincs szükség nagy fizikai erőnlétre (legalábbis kezdő szinten) sem, mert a Wing Chun alapvetően nem az izomerőt használja eszközként. Természetesen az általános erőnlét nem mellékes, az a folyamatos gyakorlás közben sokat fejlődik, illetve speciális gyakorlatokkal fejleszteni kell.

A stílus érdekes eleme az alapállás, melyet 30 fokkal befelé fordított lábfejekkel, a térdeket összehúzva hozunk létre. (Vagyis az állás egy egyenlő oldalú, háromszor 60 fokos szöget bezáró háromszöget alkot.) Elsőre kissé esetlennek tűnhet ez a pozíció, de egy kis vizsgálódás után a laikus ember is beláthatja, hogy hatékony:
- Az állás semleges, vagyis nincs kiemelt küzdőoldala a harcosnak, így egy röpke kézállás-változtatással felcserélheti aktív oldalát, amivel ellenfele elől „elrejtheti” a támadási felületet. A pozíció másik előnye, hogy a testsúlyt mindkét lábon egyenlően helyezi el, így könnyebben tudunk fordulni (ekkor a hátsó lábra kerül a súly a gyors, első lábas ellentámadás, és a lábkisöprés megakadályozásának érdekében), illetve könnyebben tudunk lépni (ekkor is hátul marad a testsúly, így pedig könnyebben rúgunk). Erős stabilitás ered a lábak ilyetén helyzetéből, népszerű ábrázolás szerint az Eiffel-torony felépítésében rejlő préselő hatással. Végül, fontos védelmet ad az alulról érkező, ágyékot célzó rúgások ellen.

A legfontosabb pontok tehát a következők:
- A fizikai erő helyett a gyakorlatiasan használható technikák kerülnek előtérbe.
- Az egyidejűség elvének használata (védekezés-támadás egy időben történik, a hagyományos védés majd visszatámadás helyett) a gyorsaság fejlesztésében kap nagy szerepet.
- A gyakorló nem pusztán erővel akar győzni, hanem a gyenge pontok támadása és a gyorsaság által.
- A sorozatszerű támadások, a gyors, láncszerűen kivitelezett ütések időtakarékos és folyamatos irányítást tesznek lehetővé.
- A mozdulatokra jellemző a könnyedség, a gyorsaság és az erő megfelelő mértékű használata.

## Etikett

### A kínai kultúra átvett hagyományai
A kínai harcművészetekben általában egy hierarchikus felépítésű iskolai modellel találkozhatunk. Ez részben a régi konfucionista nevelésmódnak köszönhető, ahol az idősebbek, a rangban magasabban állók tiszteletét bele plánktálták a fiatalokba (lásd tiszteletadás), továbbá teljesen elfogadott volt családon belül az apa (Si-Fu), családfő vezető szerepe.
Egy másik irányelv a családon belüli összetartozás, fontossága. A régi időkben a harcművészeti tudást családon belül, vagy csak egy szűk körben tanulhatták az emberek. Az iskolák szabályai általában nagyon szigorúak voltak, titoktartásra kötelezték a tanulót és meghatározták a mester–tanítvány kapcsolatot. A mester az évek során átadta tudását a tanítványának, aki cserébe öregkorában gondját viselte. A szabályok áthágása súlyos megtorlással járhatott.
A Shaolin gyökerekből táplálkozó iskoláknál jelentős buddhista jegyeket is lehet találni, a technikák és oktatásuk hátterében meghúzódó filozófiák tekintetében. Ezek általában meghatározzák, hogy milyen esetekben szabad alkalmazni a harci technikákat és milyen viselkedési modellt kell követnie a tanítványnak.

### Tiszteletadás
Harcművészeti közösségekben fontos szerepet játszik a köszöntés és meghajlás, ami az egymás felé mutatott kölcsönös tiszteletet jelenti. Kínában ez a köszöntési forma praktikus okokból alakult ki. A régi időkben a harcművészek nagyon óvatosak voltak. A harcosok kerülték a kontaktust idegen, vagy gyanús emberekkel. Például sok Chin Na technika, pont a kézfogás pozícióból indítható.

#### Öklöt a kézben nyugtatni
Ezt a köszöntési formát alkalmazzák egyenes tartással és meghajlással is. A kezek tartásának szimbolikus értelme is van. A köszönő a jobb kézfejét állmagasságban ökölbe hajlítja, és a bal tenyerével átfogja. A jobb ököl a Napot (Yang) míg a bal kéz a Holdat (Yin) szimbolizálja. Így a teljes kézmozdulat a Yin és a Yang harmóniáját szimbolizálja. Más értelmezésekben a jobb ököl jelenti a harcművészeti erőt, a bal tenyér pedig a tudást, amivel használjuk azt (kontrolláljuk az erőt).
Ennek a köszönési formának további, korszakonként újabb és újabb formái és értelmezései terjedtek el. Az egyik ilyen érdekesség, ha a Nap és Hold írásjegyeit egymáshoz illesztjük a Ming szót kapjuk eredményül (jelentése: ragyogó, világos). A Ming egy kínai dinasztia neve is, amelynek zászlaja alatt igen sokan küzdöttek a Qing (mandzsu) uralkodóház ellen. Így ez a kéztartás a Ming-ekhez való tartozást is jelentette. Egy másik apróság az öklöt átfogó kéz hüvelykujj pozíciójához tartozik. Ha a hüvelykujjunkat nem zárjuk rendesen a többi négy ujjhoz, hanem felfelé áll (hasonlóan a nyugati civilizációkban használt oké vagy stoppolás kéztartáshoz), akkor az azt jelenti, hogy magadat tartod a legjobbnak (bajnok) és ezzel kihívást intézel a többiek felé.
A különböző harcművészeti irányzatok, politikai csoportosulások mind-mind kialakították a saját üdvözlési jelrendszerüket (pl. Hung Gar: ököl és tigrismancs tartás, bal macskaállásban). Ha valaki nem ismerte a helyes kéztartást vagy pozíciót az egyértelműen azt jelentette, hogy az illető nem tartozik az adott szervezethez, vagy bandához. Rosszabb esetekben ez az illető életébe is kerülhetett.

#### Tiszteletadás fegyverrel
Általánosságban elmondható, ha a gyakorlónál fegyver van, akkor köszönéskor a bal kezébe kell fognia, jelezvén, hogy nem akarja használni (az emberek túlnyomó többsége jobbkezes), és a jobb kezével nyitott kéztartással (üres, nincs rejtett dolog benne) lefedni a fegyver tartó kezet vagy fegyver markolatot. Természetesen a pusztakezes köszönéshez hasonlóan, itt is többféle tiszteletadási móddal találkozhatunk.

### Oltár
A Kung Fu oltár egy kicsit mást jelent, mint amire első hallásra gondolna az ember, nincsen semmilyen vallásos jelentése. Az oltár célja, hogy emlékeztesse a tanulókat a múlt nagy mestereire, akik életük során megszerezték és bővítették, majd továbbadták a tudásukat. Ma az ő munkásságuknak köszönhetően tanulhatjuk a harcművészetet. A kínai kultúrában az ősök tisztelete egy kiemelt terület a család életében. Hasonlóan a kínai családokhoz az ősök tisztelete egy Kung Fu család életében fontos szerepet kell, hogy betöltsön. A különböző stílusokban más-más oltárokkal találkozhatunk. Ez lehet egy felállított asztalka porcelán figurákkal, fotókkal és más kegytárgyakkal (az elhunyt személyek kedvenc tárgyai) de van, ahol a főfalon az iskola címere, a harcművészet jelképei vagy a mester vagy mesterek képei láthatók.

### Kwoon etikett
A mai modern világunkban a harcművészetek oktatása teljesen átalakult a régi korokhoz képest, ettől függetlenül az erkölcsi szabályok nagy része ma is érvényben van. A legtöbb iskola rendelkezik saját belső szabályrendszerrel, amit legtöbbször Kwoon etikett néven emlegetnek (Kwoon jelentése „kung fu osztályterem” vagy tréninghelyiség, amely a Shaolin időkig nyúlik vissza).
• Az iskolába – Kwoon – lépve a tanuló tradicionális meghajlással fordul a terem eleje (oltár) felé, majd újból meghajol a teremben tartózkodó tanulók, oktatók felé.

• A tanulónak mindenkor időben kell megérkeznie edzésre. Ha valamilyen okból mégis késne, a terembe lépve végrehajtja a tradicionális köszöntést, majd mozdulatlanul várakozik, amíg az oktató engedélyezi a csoporthoz történő csatlakozást. Ezután beáll a hátsó sorba.

• Az edzőterem tiszteletet követelő hely. Ott utcai ruhában, cipőben tilos tartózkodni. Tilos továbbá sapkát, kalapot viselni, rágógumit rágni, enni, inni vagy dohányozni.

• Az edzés előtti takarításban és az edzés utáni rendrakásban minden tanulónak részt kell venni.

• A tanuló az edzőtermet csak oktatója engedélyével hagyhatja el.

• A tanulók kellő tisztelettel kell viseltessenek a magasabb fokozatú társaikkal, illetve elöljáróikkal szemben. Ha a terembe magasabb fokozatú tanuló vagy instruktor lép, felé fordulva tradicionális meghajlással köszöntsék.

• Ha a tanulót oktatója megszólítja, hibáját kijavítja, akkor azt azonnal meghajlással köszönje meg. Ugyanígy hajoljon meg, ha oktatójától szeretne valamit kérdezni.

• A tanuló köteles mindig tiszta, előírásos öltözetben megjelenni (fekete vászonnadrág, fehér póló, öv, tiszta kung fu cipő), ruházatán csak a WWCKFA magyarországi szervezetének hivatalos emblémája lehet (a mellkas bal oldalán ill. a háton).

• A sérülések elkerülése érdekében a tanuló edzés közben nem viselhet semmilyen ékszert, ruhadíszt vagy karórát.

• A tanulóknak kellő tiszteletet kell tanúsítaniuk egymás iránt az edzőteremben és azon kívül is.

• A tanuló az edzéseken tanultakat soha nem használhatja mások ellen kivéve, ha a saját vagy hozzátartozója testi épsége forog veszélyben!

### TWCK fogadalom
Az erkölcsi szabályozás egy másik eleme a „Fogadalom tétel”, amely mára már nem bír olyan komoly szereppel, mint az antik időkben. A Shaolin rendszerben a szerzeteseknek fogadalmat kellett tenniük, és ez meghatározta egész életüket. Később a Ming dinasztia bukása és a mandzsu (Qing-dinasztia) hatalomátvétel után az ország különböző területén a Ming pártiak között elkezdődött az ellenállás szerveződése. Ezekben a földalatti mozgalmakban érthető módon, szintén fontos szerephez jutott a fogadalom megtartása. A legtöbb kínai rendszerű iskolában még a mai napig is megtalálható a fogadalom tétel.
A fogadalom szövege:
• Rendületlenül edzeni fogjuk lelkünket és testünket egy szilárd, rendíthetetlen szellemért.

• A harci művészetek igazi útját követjük, így fejlesztjük képességeinket.

• Szilárdan törekedni fogunk szellemünk művelésére.

• Megtartjuk az udvariasság szabályait, tiszteljük elöljáróinkat és tartózkodunk az erőszaktól.

• Követjük az emberiesség tanítását, soha nem feledjük az alázatosság igaz erényét.

• Tiszteljük a bölcsességet és az erőt, nem keresünk más vágyakat.

• Egész életünkben a Wing Chun fegyelmével keressük az Út igaz jelentését.

## Elvek

### Kuen Kuit
Ezek a szólások, közmondások segítik a tanulót abban, hogy megtalálják a helyes utat a gyakorláshoz. Ezek a mondások generációkon át a nagymesterek tapasztalataiból álltak össze. A Wing Chun Kuen Kuit lefordítva harcművészeti idiómákat vagy dalokat jelent. Ezek rövid ritmikus versek, hogy könnyen megjegyezhetők legyenek. Számos harcművészeti ágban használták a Kuen Kuit-ot a stílus alapelveinek kifejezésére.
Fontos megjegyezni, hogy a kuen kuit-ok semmilyen titkos, misztikus vagy halálos technikákat nem mondanak el a gyakorló számára, egyetlen céljuk van, hogy hozzásegítsék a gyakorlót a Wing Chun alapelveinek megértéséhez.

### Szembefordulás elve
A szembefordulás vagy „orr az orrhoz” elmélete alapvetően azt jelenti, hogy egy probléma megoldásához mindig 100%-osan a problémára kell koncentrálnunk, azzal „szembefordulva” kizárólag a megoldásra kell összpontosítanunk. A harcra levetítve ezt az elvet a következőképpen értelmezzük: A küzdelem során igyekszünk a támadható felületet minimálisra csökkenteni, ezért a csípőt és vállat némileg elfordítjuk. Ugyanakkor a Wing Chun által alkalmazott küzdőtávolság megköveteli a végtagok egyidejű és egyenrangú használatát. E két követelmény egyidejű teljesüléséhez a felsőtestet és a csípőt enyhén – kb. 30°-os szögben – elfordítjuk. A hátsó kéz látszólagos hátrányát a váll ízület megnyújtásával kompenzáljuk.

### Egyidejűség elve
Az egyidejűség elve a támadás és a hárítás természetét érinti. A küzdelem során arra törekszem, hogy a támadás hárítása és az ellentámadás egy időben történjen. A leghatékonyabb megoldás egyszerűen beletámadni az ellenfél támadásába (lásd. keresztbeverés). Kevésbé hatékony jelentés: az egyik kéz hárító, a másik ezzel egy időben támadó mozdulattal reagál az ellenfél támadására.

### Négy kapu elv
A Wing Chun a test előtti teret négy részre, kapura osztja. Ezt a négy kaput, a testet függőleges irányban szimmetrikusan kettészelő függőleges középvonal, illetve a szív magasságában lévő vízszintes középvonal jelöli ki. Függőleges értelemben így beszélhetünk fölső, illetve alsó kapukról. Attól függően, hogy egy támadás az előre helyezett kézen – Man Sao / Wu Sao – belső (test felőli) vagy külső (a testtől távolabbi) oldalán lép be, beszélhetünk belső vagy külső kapuról.

### Középvonal elmélet
A test koponyatetőtől a gát izomig húzódó függőleges szimmetria tengelyét nevezzük függőleges középvonalnak. A Wing Chun gyakorló elsődlegesen e függőleges középvonal ellen hajtja végre támadásait. Ennek oka, hogy így közvetlenül képes az ellenfél egyensúlyát támadni, másrészt a testfelszínre vetített középvonal mentén olyan érzékeny pontok találhatók, mint a szem, orrnyereg, állcsúcs, gégefő, szív, gyomorszáj, ágyék, melyek sikeres támadása azonnali eredményt hoz. A középvonal elmélethez az alábbi gyakorlati elvek kapcsolódnak:

#### középvonal ellenőrzése
Két pont között a legrövidebb út az egyenes. A Wing Chun gyakorlója a saját és ellenfele középpontját (függőleges és vízszintes középvonalak metszéspontja) összekötő egyenes (központi vonal) mentén helyezi el karjait (Man Sao / Wu Sao). Ez által biztosítja saját maga számára a legrövidebb utat az ellenfélhez, míg az ellenfelet egy hosszabb útra kényszeríti. Ez azonos sebesség esetén is gyorsabb találatot eredményez. A gyakorló az állásával és a hídjaival folyamatosan ellenőrzi a középvonalat, nem engedi ki ez ellenfelet a kontroll alól.

#### középvonal cseréje
Olyankor alkalmazzuk, ha az ellenfél uralja a középvonalat. Megfelelő lábmunkával áthelyezzük középvonalunkat, ezáltal új központi vonalat jelölünk ki, ellentámadásunkat e mentén hajtjuk végre.

#### visszatérés a középvonalhoz
Ez az elv kapcsolódik a „Középvonal cseréje” alapelvhez. Ha az ellenfél kiszorít bennünket, akkor küzdeni kell a központi vonal újraépítéséért.

#### középvonal megtörésének elve
A Középvonal megtörése akkor valósul meg, ha az ellenfél elfoglalja / uralja a központi vonalat, de a gyakorló képes azt összezúzni (a kontrollt megsemmisíteni), erővel visszaszerezni.

### Hat kapu elmélet
A tanulók kezdő szinten megtanulják a négy kapu elvét. Haladó szinten ez az elmélet kibővül további két alsó kapuval. A felső négy kapun érkező támadásokat a kezek segítségével hárítjuk, míg az ez alatt érkező támadásokat a lábak segítségével „kezeljük le”.
A négy kapus szemléletben elsősorban a kezeken volt a hangsúly; a vezető oldali kéz könyökét figyelve, könnyen választ kaphattunk arra, hogy az ellenfél melyik kezével, mit fog támadni és bizonyos helyzetekben a rúgás is előre jelezhető. Rutinosabb ellenfél, már jobban előkészíti a rúgását (figyelem elterelő kézmozgás) vagy hatékonyan alkalmazza az „árnyékmentes rúgást” (nem mozdul be a rúgás előtt, nincs figyelmeztető jel), ezért a vezető könyökön kívül a vezető láb térdét is figyelni kell.

### Mozdulatlan könyök elve
A helyes küzdőtávolság megtartása, a könyök pozíciójának a megtartását jelenti. Az alapkéztartás felvételével (Guard) meghatároztuk a számunkra szükséges küzdőtávolságot. Ez, az az ideális távolság, amit a harc ideje alatt minden áron meg akarunk tartani úgy, hogy közben az ellenfél küzdőtávolságát felemésztjük.
A küzdelem során a vezető oldali kéz könyöke mindig maradjon megfelelő távolságra a mellkastól és közel a középvonalhoz. Így egyszerre oldható meg a test védelme és az előttünk lévő tér megtartása. Ha nem így járunk el, akkor:
• a védelmünk könnyen ránk szakadhat, ha közel van a könyök testünkhöz és nem lesz helyünk védekezni a hátsó kézzel

• a védelmünk könnyen kinyílhat, ha nem a középvonal környékén van a könyökünk (pl. lógatjuk a kezünket, nagyon oldalt van a könyök)

### Az erő kiszorításának elve
Vannak aki „Ék elmélet” néven emlegetik. A hadászatban már az ókor óta használják az ék formációt, aminek az a lényege, hogy a hadtestet ék alakban állítják fel. A harc során az ék csúcsa egyre mélyebben hatol az ellenség csapatai közé, hogy annak erejét megossza és szétforgácsolja. Hasonlóan a Wing Chun alap kéztartása a Guard pozíció, amiben a vezető kéz Man Sao-ja egy előretolt nagy éket, míg a Wu Sao egy hátsó éket képez. Az így kialakított ékek mentén, helyes pozicionálás és időzítés esetén a támadások energiája eltéríthető.
A küzdelem során további ékek alakíthatók ki, mind kézzel, mind lábbal. A felső két kapu védelmében a Tan Sao, míg az alsó két kapu esetén a Kan Sao jól látható módon használja az ék előnyeit. A láb technikák esetén az Entry-nél és néhány láb blokknál figyelhetjük meg könnyen az erő kiszorításának elvét.

### Man Sao, Wu Sao
Az egyik értelmezésben néha „csiga elvnek” is hívják. Képzeljük el, hogy a két kezünk Guard tartásban van és a kezeket a csuklónál összekötjük egy hosszú kötéllel, úgy, hogy közben a kötelet átvetjük egy csigán. Ennek hatására, ha az első kezet lenyomom a kötél másik vége automatikusan fel fogja emelni a hátsó kezet. Tehát ahhoz, hogy kezek a lehető legjobban védjék az előttünk lévő teret, összhangban kell dolgozniuk. Ha az egyik kéz az alsó kapukat védi a másiknak automatikusan fel kell emelkednie a felső kapuk védelmére és fordítva.
A Man Sao és Wu Sao elven keresztül könnyen megérthető, a Wing Chun több szintű védelmi vonala is. A Man Sao jelképezi az első (előre tolt) védelmi állásainkat, ha ezt áttörik (beszakad, kinyílik stb.), akkor védekezésbe lép a második, Wu Sao által jelképezett védelmi vonal.
További kapcsolatok: négy kapu elv, erő kiszorításának elve.

### Chi Sao
A Wing Chun képességfejlesztő gyakorlatok egyik alappillére a Chi Sao, ami végigkíséri a gyakorló fejlődését kezdő szinttől egészen a mester szintig. A gyakorlat célja a „bőrérzékenység”, reagáló készség kialakítása és fejlesztése. Sokan tévesen csak a Chi Dan Sao és Poon Sao gyakorlatokat értik alatta.

#### Chi Dan Sao
A bőrérzékelést fejlesztő gyakorlatok első szintjét, az egy kézzel végrehajtott Chi Dan Sao gyakorlatok jelentik. Célja az alap mozdulatok és szögek elsajátítása, először egyedül a levegőben, majd párosan folyamatos kontaktus mellett. Így kialakul a gyakorlóban a kapuk helyes zárásának és nyitásának módszere. A mozdulatokat először kötött sorrendben kell végrehajtani, majd később apró lépésekkel haladva elérkezünk a szabad gyakorlatokig.

#### Kontaktushelyzetből történő támadás / védekezés
A Chi Dan Sao gyakorlatokkal párhuzamosan már megkezdődik a kontaktus helyzetben történő harci szituációk gyakoroltatása. Itt a gyakorlatokat a kezek és lábak egymáshoz viszonyított pozíciói alapján négy kategóriába soroljuk:
• Cross külső / belső helyzet

• Paralel külső / belső helyzet
Ezzel a gyakorlat típussal, jól gyakoroltatható a különböző helyzetekre való helyes reagálási képesség. A gyakorlatok nehézsége, és a kombinációk szabadságfoka fokozatosan emelhető, így a tanuló folyamatos ébersége is könnyen fenntartható.

#### Dinamikus sorozatok
A következő bőrérzékenység fejlesztő módszer, amikor a tanulóknak egy támadásból és védekezésből álló gyakorlatsort kell folyamatosan végrehajtaniuk. A későbbiekben, ebből a folyamatos mozgásból történnek a támadások és a partnernek ezekre kell lereagálnia. (Pak Sao sorozatok, Lap Sao sorozatok)

#### Kétkezes Chi Sao gyakorlatok
A kontaktreflexeket fejlesztő lehetőségek közül az egyik leghaladóbb változat, a kétkezes Chi Sao gyakorlat. Első lépésként a Poon Sao és a nyolc alapmozdulat oktatása kezdődik meg, majd ezek után a különféle nyitások gyakorlása következik. Ezt követően különféle kötött gyakorlatsorok következnek (előre meghatározott támadás és védés), majd ezek egyre nagyobb variációs lehetőséget és szabadságfokot kapnak. Végül a tanulók eljutnak a szabad Chi Sao gyakorlásáig, ahol próbára tudják tenni egymás ügyességét és felkészültségét.
Gyakran előforduló félreértés az, hogy vannak, akik a Chi Sao gyakorlatokat szabad küzdelmi gyakorlatokként értelmezik. Valójában ez egy képesség fejlesztő gyakorlat, ahol „labor” körülmények között (kontroll) ki lehet próbálni az egyes technikákat, és tényleg fontos lépés a szabad küzdelem irányába, de semmi esetre sem egyenértékű azzal.

### BOEC rendszer
A BOEC rendszer alapján az ellenfélnek nem az erősségeivel, hanem a gyengeségeivel szemben küzdesz. Ha gyengeséget észlelsz az egyensúlyában, akkor azt támadod. Ha a kapukat nem zárja rendesen, akkor azt támadod. A rendszer használatához nem szükséges roppant erő vagy sebesség.

#### Balance – Egyensúly
Amikor az ellenfeled egyensúlyát támadod, vagy egyensúlyvesztésbe hozod, valószínűleg megnyit kapukat, vagy felkínál célpontokat. Az egyensúly előfeltétele az ügyes hely- és helyzetváltoztatásnak. A tradicionális Wing Chun ragaszkodik a mindenkori 50-50%-os súlyelosztáshoz. Ez lehetővé teszi a személynek, hogy bármikor bármelyik lábával mozduljon. A jó egyensúly ráadásul energiamegőrző is.

#### Opening – Megnyitás
Amikor a vak oldalon állsz és támadod a kapukat nyitással, az ellenfeled rá van kényszerítve, hogy védekezzen ezek ellen, amik rossz dolgok megtételéhez vezethetnek részéről (például keresztezett kezek). Néhányan az oldaluk mellett tartják a kezüket, rengeteg célpontot felkínálva és így próbálnak meg csapdába csalni. A célpont megválasztása életbevágó. A könyök közelében célszerű támadni, korlátozva ezzel a vezető kezet. Amennyiben a könyök nyújtva van, az válik célponttá.

#### Elbow – Könyök
Amikor a könyököt nyújtva látod, tudod azt kontrollálni, így az ellenfeled egyensúlyát is kontrollálhatod, és könnyebben tudsz nyitást végrehajtani.

#### Arms Crossed – Kezek keresztezése
Amikor az ellenfeled könyökét a vak oldalról csapdába ejted, a legvalószínűbb, hogy az azonnali célpontot védeni fogja, így létrehozva karjainak keresztezését. A következő hibák egyikére vagy többre is, rá lesz kényszeredve:
1. keresztezett karral védekezés

2. hátrahajlás, ami által egyensúlyt veszt

3. több lényeges célpont szabaddá válik
Keresztezett karok esetén oda lehet szögezni mindkét karját egy pillanatra, ami által majdnem védtelenné válik.
A szemednek folyamatosan figyelnie kell éberen és felfedni az ellenfeled gyengeségeit a BOEC rendszer alapján, csak így tudod kiaknázni az ellenfeled hibáit.

### 1. Előkészítő fázis vagy kontaktus nélküli fázis
Használjunk oldalsó állást, ne tegyük előre egyik lábunkat sem, hogy könnyen tudjuk mozogni bármelyik irányba. Egy-egy elleni pusztakezes küzdelemben nem lehet tudni, hogy ki fog előbb támadni vagy védekezni, így jobban védhető a vakoldal.
Ebben a fázisban figyeld a támadó hozzád közelebb eső könyökét és térdét; ez a kulcsa annak, hogy megismerd az ellenfél szándékát. Egyhelyben álló, de támadási szándékát fel nem adó ellenfél esetén használd az entry technikát.

#### 2. Kontaktus fázisa
A harcban a következő fázis, amikor az ellenfelek karjai vagy lábai kontaktus távolságba kerülnek, de még nem támadható az egész test. Védd a középvonalad. Ebből a távolságból a megfelelő időzítéssel indítható az ellentámadás, vagy kezdeményezhetjük a saját támadásunkat is.

#### 3. Váltás
Ebben a fázisban történik a fej vagy test támadása. A test vagy fej támadásához használd a Chi Sao reflexeket. Ebben a fázisban lehetőleg ne használjunk rúgásokat. A kontaktus pillanatától próbáljuk meg kontrollálni az ellenfél egyensúlyát, használjuk ki a vakoldalból eredő előnyöket és támadjuk az érzékeny területeket és alkalmazzuk a BOEC rendszert. A küzdelem során egyszerre használjuk a kezeinket védekezésre és támadásra (egyidejűség elve).

#### 4. Üldözés
Ha az ellenfél hátrál, akkor kövesd és tarts továbbra is nyomás alatt (üldöző lépés). Ha megszakadt a kontaktus, akkor támad meg egy egyenes rúgással mielőtt rendezni tudná sorait, használd a distancing gyakorlattal megszerzett képességeidet. Újbóli kontaktus felvételhez használd az entry technikát.

#### 5. Visszavonulás
Ha megleptek vagy szétesett a védekezésed, akkor lépj hátra és használd a Fut Sao technikát. Gyakran a Fut Sao és Bill Sao kombináció dupla hátralépéssel nagyon hasznos tud lenni. A visszavonulás befejeztével azonnal állítsd vissza a középvonalad védelmét.

## A Wing Chun gyakorlata

### Alapelvek

#### A harc elvei
1. Ha az út szabad, törj előre.
2. Ha érintkezel az ellenféllel, ragadj rajta.
3. Ha az ellenfél sokkal erősebb nálad, térj ki előle.
4. Ha az ellenfél kitér előled, kövesd.

#### Az erő elvei
1. Szabadítsd meg magadat a saját erődtől.
2. Szabadítsd meg magadat az ellenfeled erejétől.
3. Használd az ellenfeled erejét.
4. Add hozzá az ellenfél erejéhez a saját erődet.

#### A harc öt szakasza
1. A lábainkkal harcolunk
2. A kezeinkkel harcolunk
3. A térdünkkel és könyökünkkel harcolunk
4. Fogások, lezárások, dobások
5. Földharc

### Formagyakorlatok
| Népszerű angol (kantoniból) | Egyszerűsített kínai | Hagyományos kínai | Kantoni         | Mandarin (Pinjin átírás) | Megközelítő kiejtés (magyar) | Jelentés (magyarul)                 |
| --------------------------- | -------------------- | ----------------- | --------------- | ------------------------ | ---------------------------- | ----------------------------------- |
| Siu Lim Tao                 | 小念头               | 小念頭            | Siu2 Nim6 Tau4  | xiǎo niàn tóu            | sjáo nján tóu                | Kis Ötlet Forma                     |
| Chum Kiu                    | 寻桥                 | 尋橋              | cham4 kiu4      | xún qiáo                 | szsün csáo                   | A Híd Keresése                      |
| Biu Jee                     | 镖指                 | 鏢指              | biu1 ji2        | biāo zhǐ                 | pjáo dzü                     | Szúró/döfő Ujjak, "Nyilazó Ujjak"   |
| Muk Yan Jong                | 木人桩               | 木人樁            | Muk6 Yan4 Jong1 | mùrénzhuāng              | mú rzsen csuang              | Fabábú                              |
| Luk Dim Boon Gwun           | 六点半棍             | 六點半棍          |                 | liùdiǎnbàngùn            | lio tián pán guen            | Hat és Fél Pontos (Pólusú) Botforma |
| Bat Jam Do                  | 八斩刀               | 八斬刀            |                 | bāzhǎndāo                | pá csán tao                  | Nyolc Élű Kés (Kantoni Pillangókés) |

### A tizennyolc kéztechnika elnevezései

#### A végtagok kínai nevei
| Népszerű angol (kantoniból) | Egyszerűsített kínai | Hagyományos kínai | Kantoni | Mandarin (Pinjin átírás) | Megközelítő kiejtés (magyar) | Jelentés (magyarul) |
| --------------------------- | -------------------- | ----------------- | ------- | ------------------------ | ---------------------------- | ------------------- |
| sao                         | 手                   | (ugyanaz)         | sau2    | shǒu                     | sau                          | kar, kéz            |
| kuen                        | 拳                   | (ugyanaz)         | kyun4   | quán                     | csuan                        | ököl, box           |
| gerk                        | 脚                   | 腳                | geuk3   | jiǎo                     | dzsjáo                       | láb                 |

#### A végtagok helyzetének az elnevezései
| Népszerű angol (kantoniból) | Egyszerűsített kínai | Hagyományos kínai | Kantoni    | Mandarin (Pinjin átírás) | Megközelítő kiejtés (magyar) | Jelentés (magyarul) |
| --------------------------- | -------------------- | ----------------- | ---------- | ------------------------ | ---------------------------- | ------------------- |
| bong sau                    | 膀手                 | (ugyanaz)         | bong2 sau2 | bǎngshǒu                 | páng shau                    | szárny-kéz          |
| fook sau                    | 伏手                 | (ugyanaz)         | fuk6 sau2  | fúshǒu                   | fú shau                      | ellenőrző kéz       |
| man sau                     | 问手                 | 問手              | man6 sau2  | wènshǒu                  | ven shau                     | kereső kéz          |
| wu sau                      | 护手                 | 護手              | wu6 sau2   | hùshǒu                   | hu shau                      | védelmező kéz       |
| tan sau                     | 摊手                 | 攤手              | taan1 sau2 | tānshǒu                  | tan shau                     | szétszóró kéz       |
| kau sau                     | 扣手                 | 扣手              | kau1 sau2  | koushǒu                  | kau shau                     | visszatartó kéz     |

#### A végtagok mozdulatainak a nevei
| Népszerű angol (kantoniból) | Egyszerűsített kínai | Hagyományos kínai | Kantoni    | Mandarin (Pinjin átírás) | Megközelítő kiejtés (magyar) | Jelentés (magyarul) |
| --------------------------- | -------------------- | ----------------- | ---------- | ------------------------ | ---------------------------- | ------------------- |
| jam sau                     | 沈手                 | 沉手              | cham4 sau2 | chénshǒu                 | csen shau                    | süllyedő kéz        |
| gaun sau                    | 耕手                 | (ugyanaz)         | gang1 sau2 | gēngshǒu                 | gan shau                     | tartó kar           |
| jut sau                     | 窒手                 | (ugyanaz)         | jat6 sau2  | zhìshǒu                  | dzsi shau                    | elrejtő/fojtó kéz   |
| huen sau                    | 圈手                 | 圈手              | huen4 sau2 | quánshǒu                 | csüan shau                   | köröző kéz          |
| lap sau                     | 拉手                 | (ugyanaz)         | laap6 sau2 | lāshǒu                   | lá shau                      | húzó kéz            |
| pak sau                     | 拍手                 | (ugyanaz)         | paak3 sau2 | pāishǒu                  | pá shau                      | ütő kéz             |
| tok sau                     | 托手                 | (ugyanaz)         | tok3 sau2  | tuōshǒu                  | tuó shau                     | letevő kéz          |
| lan sau                     | 拦手                 | 攔手              | laan4 sau2 | lánshǒu                  | lan shau                     | akadályozó kéz      |
| tie sau                     | 提手                 | (ugyanaz)         | tai4 sau2  | tíshǒu                   | tí shau                      | felemelő kéz        |
| jip sau                     | 接手                 | (ugyanaz)         | jip3 sau2  | jiēshǒu                  | dzsí shau                    | fogadó kéz          |
| gum sau                     | 揿手                 | 撳手              |            | qìnshǒu                  | csün shau                    | nyomó kéz           |
| biu sau                     | 鏢手                 | (ugyanaz)         | biu1 sau2  | biāoshǒu                 | pjáo shau                    | döfő kéz            |

### Edzésmódszerek
| Népszerű angol (kantoniból) | Egyszerűsített kínai | Hagyományos kínai | Kantoni         | Mandarin (Pinjin átírás) | Megközelítő kiejtés (magyar) | Jelentés (magyarul)  |
| --------------------------- | -------------------- | ----------------- | --------------- | ------------------------ | ---------------------------- | -------------------- |
| dan chi sau                 | 攤黐手               | ??                | taan1 chi1 sau2 | tānchǐshǒu               | tán csí shau                 | egykezes gyakorlás   |
| luk sau                     | 轆手                 | ??                | luk1 sau2       | lùshǒu                   | lu shau                      | gördülő kettős kezek |
| chi sau                     | 黐手                 | (ugyanaz)         | chi1 sau2       | chǐshǒu                  | csí shau                     | ragadó/tapadó kezek  |
| chi gerk                    | 脚                   | ??                | chi1 geuk3      | chǐjiǎo                  | csí csiáo                    | ragadó/tapadó lábak  |

## A Wing Chun családfája
| Népszerű angol (kantoniból) | Egyszerűsített kínai | Hagyományos kínai | Kantoni   | Mandarin (Pinjin átírás) | Megközelítő kiejtés (magyar) | Jelentés (magyarul)         |
| --------------------------- | -------------------- | ----------------- | --------- | ------------------------ | ---------------------------- | --------------------------- |
| Sidai                       | 师弟                 | 師弟              | si1 dai6  | shǐdì                    | sí ti                        | fiatalabb fivér             |
| Simui                       | 师妹                 | 師妹              | si1 mui6  | shǐmè                    | sí me                        | fiatalabb nővér             |
| Sihing                      | 师兄                 | 師兄              | si1 hing1 | shǐxiōng                 | sí sjong                     | idősebb fivér               |
| Sije                        | 师姐                 | 師姐              | si1 je2   | shǐjiě                   | sí dzíe                      | idősebb nővér               |
| Sifu                        | 师父                 | 師父              | si1 fu6   | shǐfù                    | sí fu                        | tanító, apa                 |
| Sisuk                       | 师叔                 | 師叔              | si1 suk1  | shǐshú                   | sí sú                        | tanító, fiatalabb nagybácsi |
| Sibak                       | 师伯                 | 師伯              | si1 baak3 | shǐbó                    | sí pó                        | tanító, idősebb nagybácsi   |
| Sigung                      | 师公                 | 師公              | si1 gung1 | shǐgōng                  | sí gang                      | tanító, nagyapa             |
| Sijo                        | 师祖                 | 師祖              | si1 jou2  | shǐzu                    | sí dzó                       | tanító, dédapa              |

Megjegyzés: A legtöbb hazai iskolában a „népszerű angol átírás” vagy a pinjin betűi szerint ejtik ki a fenti kifejezéseket, többnyire az angol vagy a magyar fonetika szerint. (pl. szifu, bongszau, sziunimtau, csámkiu)

## A Wing Chun mesterei
Néhány ismertebb mester, Jip Man első generációs tanítványai közül.
- Bruce Lee
- William Cheung
- Yip Chun
- Duncan Leung
- Yip Ching
- Leung Sheung
- Lo Man-kam
- Wong Shun-leung
- Lok Yiu

További első generációs mesterek és tanítványaik

## A Wing Chun iskolái
A Wing Chun-leszármazás irányzatai és iskolái közül a legismertebbek, a teljesség igénye nélkül:
- Wing Chun – hazánkban: Magyar Wing Chun Szövetség (William Cheung mester iskolája, vezető: Juhász Zoltán)
- Lo Man-kam Wing Chun (vezető: Tóth Zoltán)
- Fatshani Wing Chun (vezető: Budai István)
- Wing Tsun – hazánkban: Magyar Wing Tsun Egyesület (Leung Ting mester iskolája, vezető: Máday Norbert)
- Modern Ving Tsun – hazánkban: Ving Tsun Harcművészeti Egyesület (vezető: Rigler Norbert)
- Ving Tsun – hazánkban: VTKFAE (Philipp Bayer mester iskolája, vezető: Czakó Norbert)
- WSL Ving Tsun -hazánkban:WSLVT.HU (Cliff Au Yeung mester iskolája, vezető: Szalay Zoltán)
- Wing Tzun – hazánkban: EBMAS Magyarország (Emin Boztepe iskolája)
- Vihng Cheun – hazánkban: önálló iskolaként működik
- Pro One Wing Tchun – hazánkban: önálló iskolaként működik
- Wyng Tjun
- Weng Chun
- Öt Elem Wing Tsun Kung Fu Egyesület (vezető: Török Róbert)
- Szegedi Wu De Iskola (vezető: Kovács Eszter)